# 綾織新田遺跡
綾織新田遺跡（あやおりしんでんいせき）は、岩手県遠野市綾織町（下綾織）にある縄文時代前期の環状集落の遺跡。2002年（平成14年）10月19日に国の史跡に指定された。

## 概要
綾織新田遺跡は、岩手県北上高地のほぼ中央に位置する遠野盆地を流れる北上川の支流、猿ケ石川左岸の標高約270メートルの河岸段丘上に立地する。企業誘致に伴い、遠野市教育委員会が1997年（平成9年）度より試掘調査及び発掘調査を実施した。
発掘調査の結果、大型竪穴建物により構成される縄文時代前期前半の拠点的集落跡であることが判明し、遠野市は遺跡の重要性を考慮し、保存することを決定した。2000年（平成12年）度には範囲確認調査を行うとともに、整理作業を進め、発掘調査報告書をまとめた。
集落は大型建物、小型竪穴、土坑、道路、溝、広場から構成される。大型建物は中央広場を挟んで放射状に配置され、17棟検出された。平面形は長方形を基調とし、短軸4-6メートル、長軸8-14メートルで、内部に複数の炉を持ち、いずれも頻繁な建て替え、拡張の痕跡が認められる。また、出入り口と見られるスロープや階段状施設を持つものがあり、いずれも広場側に配置される特徴がある。小型竪穴は広場南側の大型竪穴建物の周囲に配置され、中には墓坑と思われるものがあり、石鏃、玦状耳飾りが出土している。土坑は広場の北側と南側に2ヶ所集中して見られ、貯蔵穴も含まれる。道路は溝状の窪地となっており、広場から西側斜面下方に約50メートルほど延びている。
出土遺物では、これまで類例の少なかった大木2・3・4式土器がまとまって出土し、当該時期の変遷を知る上で良好な資料である。特筆されるのは滑石製の玦状耳飾りで、50点出土し、国内有数の出土点数を誇る。原石も出土していることから本集落で製作されたものである。他に石棒、石剣、異形石器が出土した。
綾織新田遺跡は、集落構造や出土遺物から縄文時代前期前半の大木式土器文化を代表する拠点的集落と考えられ、縄文時代前期後半以降見られる大型建物により構成される集落の初期の事例であり、縄文時代の社会構造を考える上で極めて重要な遺跡であるとされる。